# Barbula aquatica
Barbula aquatica är en bladmossart som beskrevs av Jules Cardot och Thériot in Thériot 1906*. Barbula aquatica ingår i släktet neonmossor, och familjen Pottiaceae. Inga underarter finns listade i Catalogue of Life.